# Bruno K. Öijer

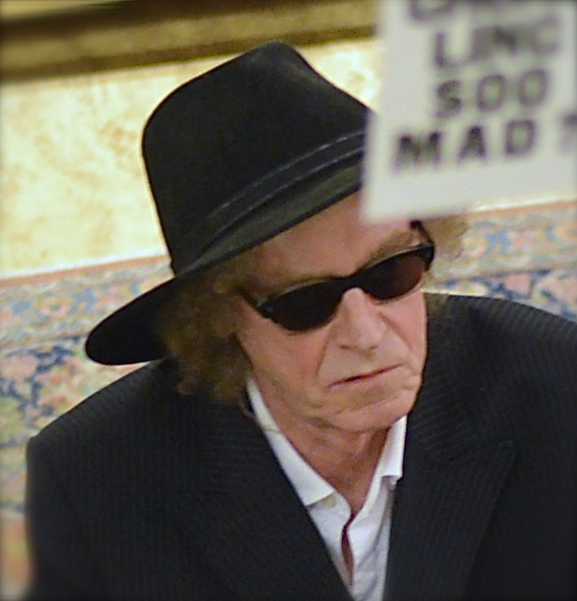
Bruno K. Öijer

Bruno K. Öijer (* 26. November 1951 in Linköping) ist ein schwedischer Dichter und Schriftsteller.

## Leben und Karriere
Bruno K. Öijer, der seit seinem Debüt in den 70er Jahren zahlreiche Gedichtbände sowie einen Roman herausgegeben hat. Er ist dafür bekannt, ein bedingungsloser Außenseiter und Eigenbrötler zu sein, der nach seinen eigenen Gesetzen lebt und sich bis heute treu geblieben ist. Er hat eine ganz besondere Art seine Gedichte vorzutragen, die teilweise dem Rock entlehnt ist und sehr avantgardistisch und eindringlich, prägnant und fesselnd ist. Über seine Dichtung sagt er selbst: „Im Grunde geht es darum, dass jeder Mensch größer als seine Situation ist und dass unsere Zukunft auf der Fähigkeit beruht, Trauer über das zu empfinden, was verloren gegangen ist.“
Bruno K. Öijer hat einige namhafte schwedische Literaturpreise erhalten und ist in viele andere Sprache übersetzt geworden, siehe z.b Zwei Gedichte in deutscher Übersetzung von Gerhard Rombach.

## Werke (Auswahl)
- Sång för anarkismen (1973)
- Fotografier av undergångens leende (1974)
- c/o Night (1976)
- Chivas Regal (1978)
- Spelarens sten (1979)
- Giljotin (1981)
- Medan Giftet Verkar (1990)
- Det Förlorade Ordet (1995)
- Dimman Av Allt (2001)
- Svart Som Silver (2008)